# Kruševo (Noord-Macedonië)
Krusjevo (Macedonisch: Крушево; Aroemeens: Crushuva) is een stad in het zuidwesten van Noord-Macedonië. Ze heeft zo'n 9600 inwoners (2005) en bevindt zich op 41° 14' NB en 21° 26' OL. De gemeente heeft een grote Aroemeense minderheid en ze is dan ook de enige gemeente in de wereld waar het Aroemeens een officiële status heeft.
De kleine stad ligt op de berg Busjava, 1250-1350 meter boven de zeespiegel. Ze is daarmee de hoogst gelegen stad op de Balkan. Krusjevo ligt 159 km van de hoofdstad Skopje, 55 kilometer van de stad Bitola, 32 kilometer van de stad Prilep en 68 km van de Macedonisch - Griekse grensovergang Medżitlija/Niki.
Ruim een eeuw geleden (1900) telde de stad meer dan 14.000 inwoners. In de onafhankelijkheidsstrijd van de burgers anno 1903, die zich onder de Turkse overheersing uit wilden vechten, werd de stad platgebrand en vonden veel inwoners de dood.
Op een klein oppervlak zijn in Krusjevo veel monumenten zoals het huis van Nikola Karev, het monument van de Ilindenopstand en het daaraan gewijde museum van de Ilindenopstand en de Republiek Krusjevo op de locatie Gumenje, een galerie van iconen en een verzameling van schilderijen van de Macedonische schilder Nikola Martinoski. De St. Nikola, St. Jovan en andere kerken zijn van grote historische en culturele waarde vanwege hun iconen en bewerkt hout.
De gemiddelde temperatuur door het jaar is 8,3 °C, in de zomer is het gemiddeld 17,4 °C. De gemiddelde luchtvochtigheid is 76%. Krusjevo heeft 2090 zonuren. De sneeuw blijft gemiddeld tussen de 76 en 80 dagen liggen.
Krusjevo is ook de stad waar de Macedonische zanger Toše Proeski opgroeide en is begraven na zijn vroege dood in 2007.